# 环境工程

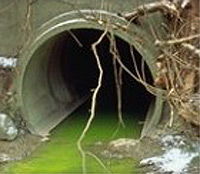
污水下水道

環境工程為應用科學與工程之方法來改善環境（包括空氣、水、土地資源），進而為人類之居住以及其他生物體提供對健康有益的水、空氣以及土壤，亦包括污染場址之復育。可經由教育大眾、保護環境、訂立規定以及應用工程範例來減輕與控制對環境的負面影響。在大多數國家裡，環境工程師的一般教育背景需求為學士學位。
关于环境工程，美国土木工程师学会环境工程分会发表了如下声明：

环境工程通过健全的工程理论与实践来解决环境卫生问题，主要包括：提供安全、可口的公共给水；适当处置与循环使用废水与固体废物；建立城市与农村符合卫生要求的排水系统；控制水、土壤和空气污染，并消除这些问题对社会和环境造成的影响。而且，它涉及的是公共卫生领域里的工程问题，例如控制通过节肢动物传染的疾病，消除工业健康危害，为城市、农村和娱乐场所提供合适的卫生设施，评价技术进步对环境的影响等。

## 環境工程學之發展
自從人們了解到他們的健康與安寧與居住之環境品質相關時，便應用許多方法試圖來改善其所居住之環境。在上古時代時羅馬人便已經利用興建渡槽來預防乾旱，並為羅馬帶來乾淨的、對健康有益的水資源。到了十五世紀時，神聖羅馬帝國的巴伐利亞訂定法律來限制形成其水資源供給之高山地區的發展與剝蝕。
環境工程這一領域於將近20世紀中期時開始成為一門獨立的環境學科，其目的是在於回應多數民眾對於水資源和環境污染的憂慮以及大規模的環境惡化。然而，環境工程可以追溯到早期公共衛生工程所作的種種措施中。 現代環境工程於19世紀中期在倫敦誕生，當時工程師约瑟夫·巴泽尔杰特設計了第一個大規模的汙水處理系統，而此系統也減少了例如霍亂等水生疾病的發病率。飲用水以及污水處理措施在工業化國家的引入減少了水生疾病的威脅，讓其不再是居民死亡的主要因素。
隨著人類社會的發展，從過去的事件中可以看到人類為了自利的各種舉動，已經對環境產生了長期的影響，並降低了環境質量。例如殺蟲劑DDT的大範圍使用，其最初目的在於減少在第二次世界大戰後的幾年時間內的農業害蟲數量。儘管在農業方面成效可觀，收割產量亦年年攀升，大大緩解了全球饑荒，而瘧疾得到了前所未有的控制，但由於DDT對於生物繁殖週期的影響，有許多物種亦因此漸趨滅絕。在作家瑞秋卡森的作品「寂靜的春天」中，對DDT的歷史有著生動的描述，而這本書也標誌著現代環境運動的興起以及现代環境工程領域的進一步發展。到了現代，環境保護運動以及限制人為破壞環境的法律在近千年來發展多元。其中如19世紀在倫敦以及巴黎頒布有關建設下水道的法令，以及20世紀早期美國國家公園系統的成立便是很好的例子。

## 相關政策
- 中華民國行政院環境保護署的環境相關業務如下：[5][6]

1. 營造友善城鄉環境
2. 公廁清潔維護
3. 海岸清潔維護
4. 登革熱孳生源清除防治
5. 飲用水抽驗
6. 毒性物質監測
7. 申訴處理

## 环境工程学分支
- 空氣污染防制
  - 大气污染控制工程

- 水污染防制
  - 水資源處理與供給
  - 排水工程
  - 水污染控制工程

- 廢棄物污染防治
  - 固体废弃物的处理与处置

- 毒性化學物質污染防治
  - 毒性化學物質

- 資源回收再利用
  - 資源回收再利用

- 其他
  - 綠建築
  - 環境影響評估